# Сарапаево
Сарапаево (мар. Сарапай) — деревня в Горномарийском районе Марий Эл Российской Федерации. Входит в состав Емешевского сельского поселения.
Численность населения — 107 чел. (2015 год).

## Этимология
Название от имени собственного чувашского происхождения (ср. марийское имя Сарбай): сарă «жёлтый, рыжий, белокурый» + бай.

## География
Располагается в 5 км от административного центра сельского поселения — села Емешево, на левой стороне реки Юнга.

## История
Впервые упоминается в 1795 году. В списках населённых мест Казанской губернии 1859 года упоминается под официальным названием деревня «Малая Караева», в просторечии — «Сарапаева».

## Население
| 1859 | 2002 | 2010 | 2013 | 2014 | 2015 |
| ---- | ---- | ---- | ---- | ---- | ---- |
| 46   | ↗137 | ↘101 | ↗115 | ↘107 | →107 |

## Известные уроженцы
Сузы, Владимир (1913—1973) — марийский советский писатель, журналист, редактор, член Союза писателей СССР с 1939 года. Переводчик произведений классиков русской литературы на горномарийский язык. Участник Великой Отечественной войны. Член ВКП(б) с 1940 года.